# قطعنامه ۱۳۱۶ شورای امنیت
قطعنامه ۱۳۱۶ شورای امنیت سازمان ملل متحد که در تاریخ ۲۳ اوت ۲۰۰۰ تصویب شد، سندی بین‌المللی دربارهٔ اوضاع در مورد جمهوری دموکراتیک کنگو است. این قطعنامه طی نشست ۴۱۸۹ام با ۱۵ رای موافق، ۰ مخالف و ۰ ممتنع تصویب شد.